# Murdo
Murdo  è un nome proprio di persona gaelico scozzese maschile.

## Varianti
- Femminili: Murdag[1]

## Origine e diffusione
Può costituire un'anglicizzazione di due differenti nomi scozzesi, Muireadhach e Murchadh:
- Muireadhach è una variante moderna di Muiredach[2], un nome irlandese che significa "signore", "capo"[3]; altre forme anglicizzate del nome sono Murdoch e Murtagh[3]
- Murchadh è un composto dei termini gaelici muir ("mare") e cadh ("guerriero")[4]; viene anglicizzato anche come Murrough[4]

## Onomastico
Il nome è adespota, cioè non è portato da alcun santo, quindi l'onomastico ricade il 1º novembre, per la festività di Ognissanti.

## Persone
- Murdo MacKenzie, imprenditore statunitense
- Murdo MacLeod, calciatore britannico

### Variante Muiredach
- Muiredach Bolgrach, sovrano supremo d'Irlanda
- Muiredach mac Eógain, sovrano supremo d'Irlanda
- Muiredach Tirech, sovrano supremo d'Irlanda

### Altre varianti
- Murdoch Stewart, Giudice di Scozia